# Messerschmitt Me P.1100
De Messerschmitt Me P.1100 is een bommenwerper ontworpen door de Duitse vliegtuigontwerper Messerschmitt.

## Eerste uitvoering
Messerschmitt Me P.1100/I.
Het eerste ontwerp voor het Messerschmitt Me P.1100 project was voorzien van een kleine cockpit voor de piloot. Deze was aan de bakboordzijde van de rompbovenkant geplaatst. De navigator / bommenrichter zat in de rompneus. Dit ontwerp werd op 22 maart 1944 ingediend. Er was geen defensieve bewapening aangebracht maar een bommenlading van 2.000 kg kon intern worden vervoerd. Hij werd voorzien van twee Junkers Jumo 004C straalmotoren. Deze zouden later worden vervangen door twee Heinkel He S 011 straalmotoren.

## Tweede uitvoering
Messerschmitt Me P.1100/II.
Dit was een verbeterde uitvoering van de Me P.1100/I en stamt uit maart 1944. Er waren twee Heinkel He S 011 A straalmotoren in de vleugelwortels ingebouwd. De vleugels werden overgenomen van het Me 262 HG III project en hadden een pijlstand van 45 graden. De cockpit bood nu plaats aan de beide bemanningsleden.

## Derde uitvoering
Het laatste ontwerp uit deze serie was voorzien van een vleugel met een grotere spanwijdte. Het werd op 7 mei 1944 ingediend. Men wilden het toestel voorzien van verschillende combinaties van bewapening.

## Einde van het project
Siegfried Knemeyer, hoofd van ontwikkeling voor het RLM, toonde grote belangstelling voor het project. Hij bekeek verschillende schaalmodellen. Uiteindelijk werd het project in 1945 geannuleerd omdat de P.1099 en P.1100 projecten over te weinig vermogen zouden beschikken.
Vooroorlogse ontwerpen:
S 7 ·
S 8 ·
S 9 ·
S 10 ·
S 13 ·
S 14 ·
S 15 ·
S 16 ·
M 17 ·
M 18 ·
M 19 ·
M 20 ·
M 21 ·
M 22 ·
M 23 ·
M 24 ·
M 25 ·
M 26 ·
M 27 ·
M 28 ·
M 29 ·
M 30 ·
M 31 ·
M 33 ·
M 35 ·
M 36 · 
M 37
Ontwerpen 1933-1945:
Bf 108 · 
Bf 109 ·
Bf 109TL ·
Bf 109Z ·
Bf 110 ·
Bf 161 ·
Bf 162 ·
Me 163 · 
Me 209 ·
Me 210 ·
Me 261 ·
Me 262 · 
Me 263 ·
Me 264 · 
Me 265 · 
Me 290 · 
Me 309 ·
Me 309Z ·
Me 321 · 
Me 323 · 
Me 328 · 
Me 334 ·
Me 410 · 
Me 509 · 
Projecten tot 1945:
P.1051 ·
P.1062 ·
P.1065 ·
P.1070 ·
P.1073 ·
P.1092 ·
P.1095 ·
P.1099 ·
P.1100 ·
P.1101 ·
P.1102 ·
P.1103 ·
P.1104 ·
P.1106 ·
P.1107 ·
P.1108 ·
P.1109 ·
P.1110 ·
P.1111 ·
P.1112
Libelle ·
Schwalbe ·
Wespe ·
P.08.01 ·
Zerstörer Project II
Overig:
C-44